# Wizz Air

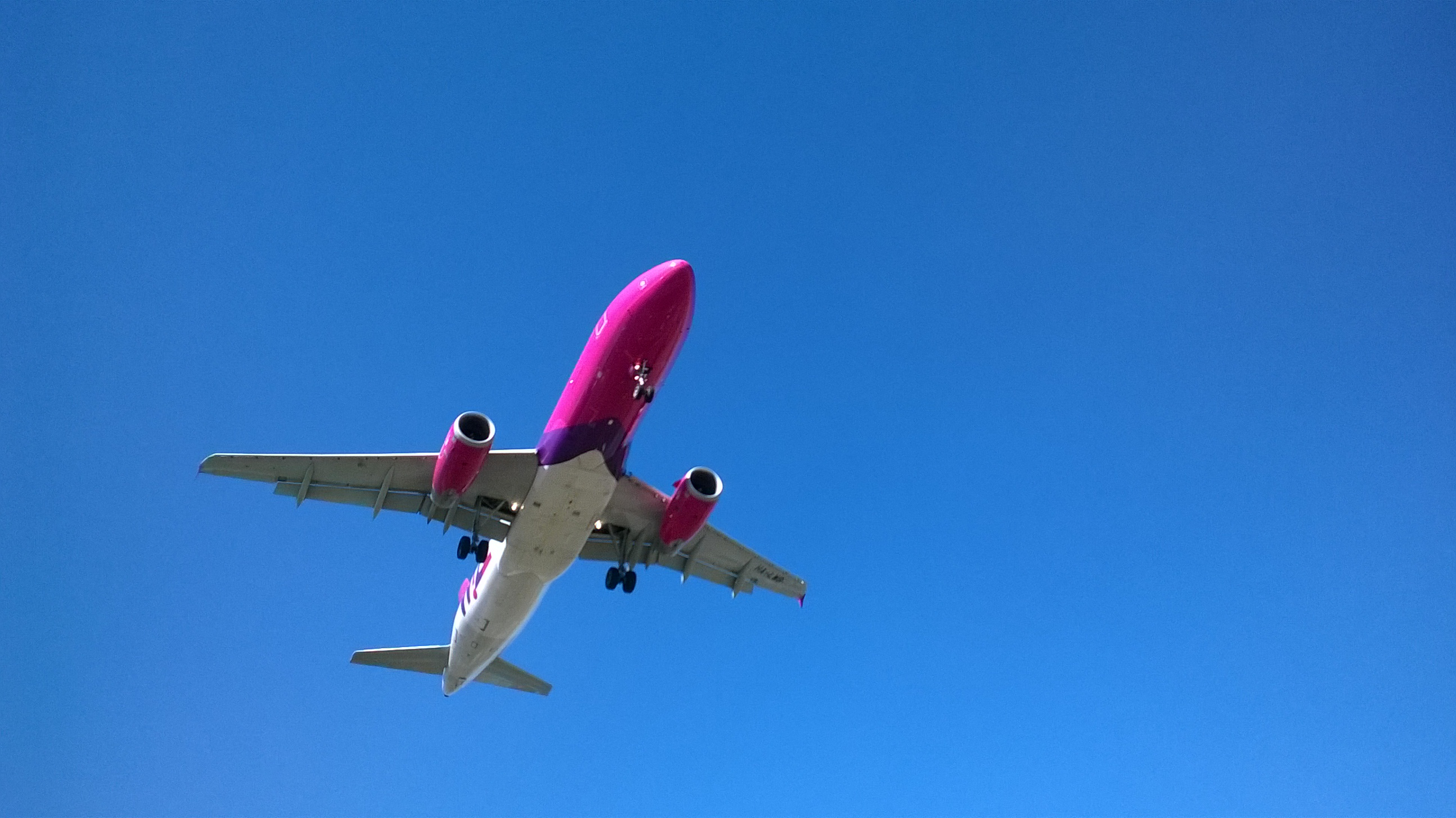

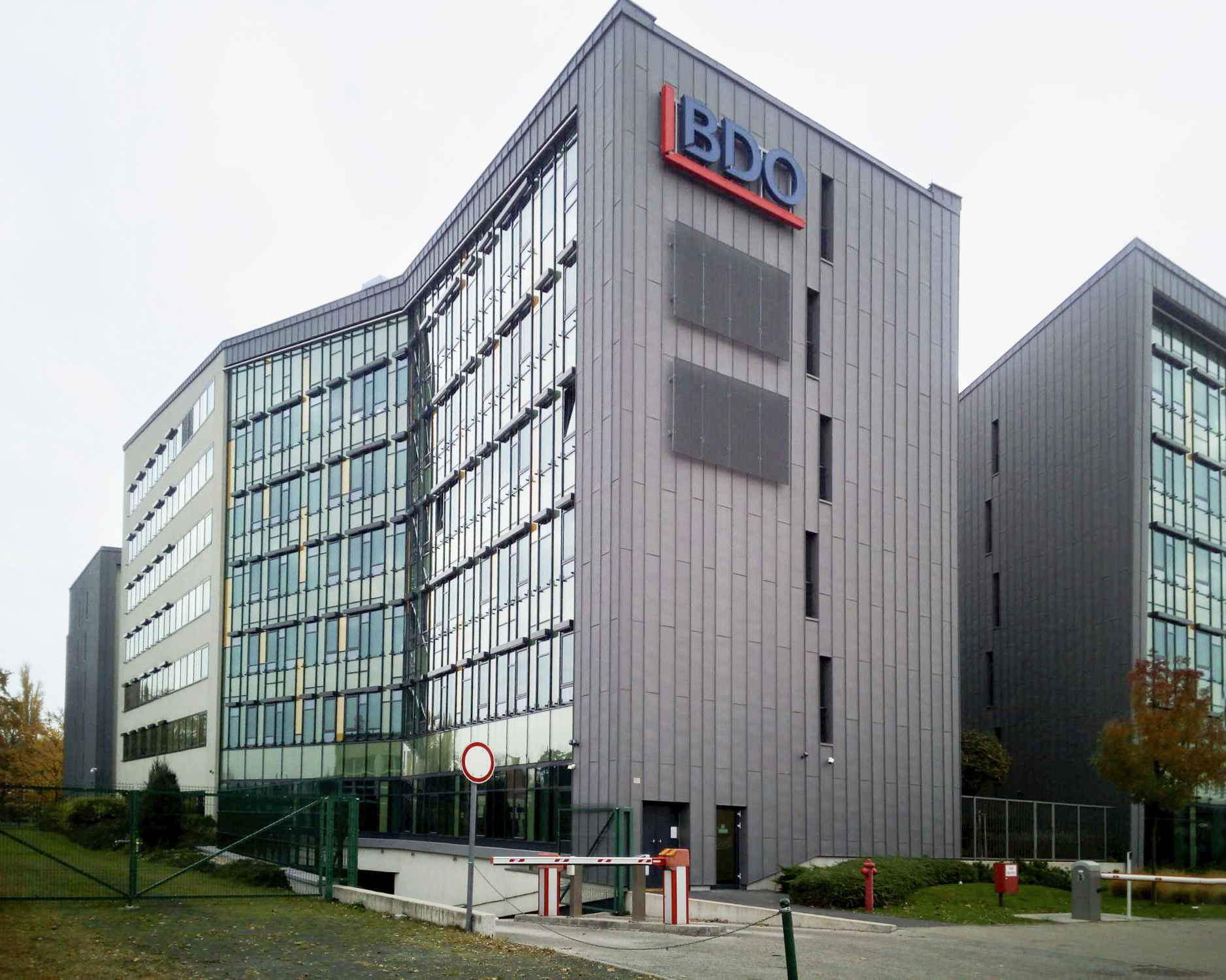
Laurus Offices Building B, sediul principal al Wizz Air

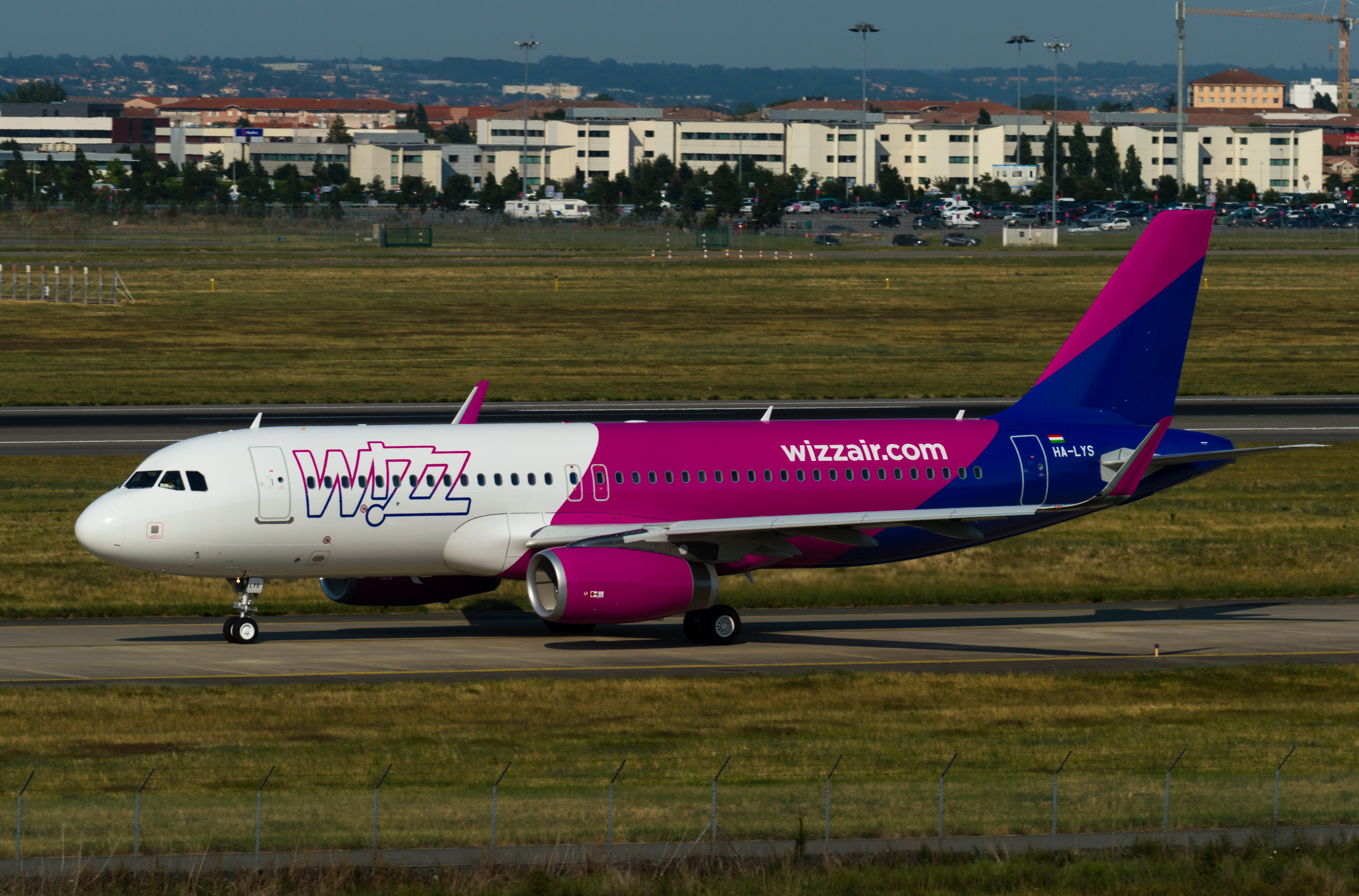
Wizz Air Airbus A320-200 în noul design (2015)

Wizz Air este o companie aeriană low-cost maghiară, deținută de Wizz Air Holdings Plc (sediul în Insula Jersey) și axată pe zboruri în Europa. Principale baze sunt Aeroportul Luton, de departe cel mai important „hub” cu 7,4 milioane locuri/an în 2018, Aeroportul Internațional Ferihegy din Budapesta, Aeroportul Internațional Henri Coandă București, Aeroportul Frederic Chopin din Varșovia, Aeroportul Internațional Katovice din Katovice și Aeroportul Sofia. În România și Republica Moldova, pe lângă Aeroportul Internațional Henri Coandă, Wizz Air are baze operaționale pe Aeroportul Internațional Cluj, pe Aeroportul Internațional Craiova, pe Aeroportul Internațional Chișinău, pe Aeroportul Internațional Iași, pe Aeroportul Internațional Sibiu, pe Aeroportul Internațional Timișoara și pe Aeroportul Internațional Târgu Mureș, de asemena are zboruri de pe Aeroportul Internațional Constanța, Aeroportul Internațional Satu Mare și Aeroportul Internațional „Ștefan cel Mare” Suceava.
În martie 2018 Wizz Air era cea mai mare companie aeriană  low-cost din Europa Centrală și de Est, opera cu o flotă de  aeronave 67 Airbus A320 si 26 Airbus A321 dela 27 baze, pe 525 de rute care asigurau legătura între 135 de destinații (ie. aeroporturi ) din 44 de țări transportând 29,6 milioane pasageri.
Cu un capital (economie) de 2,142 miliarde euro, 3686 angajați și 91,3% rată de încărcare pasageri, Wizz Air a realizat un profit operațional de 275,1 milioane euro (martie 2018).

## Istorie
Compania a fost înființată în anul 2003 și a început transportul pasagerilor la 19 mai 2004; 19 zile mai devreme Polonia și Ungaria aderau la Uniunea Europeană și astfel în se aflau în piața aeriană comună. Wizz Air a transportat 250.000 de pasageri în primele trei luni și jumătate de la începerea activității și a reușit să aibă 1,4 milioane de pasageri în primul an de activitate devenind a doua companie aeriană low-cost din Europa Centrală și de Est după SkyEurope. La conducerea companiei, CEO, se află József Váradi fost CEO al companiei Malév din Ungaria. Wizz Air este înregistrată la Budapesta și a fost cea mai mare companie low-cost din Europa de Est, cu baze operaționale în Bulgaria, Cehia, Polonia, România, Ungaria și Ucraina.
Până în mai 2008 Wizz Air a transportat în total 12 milioane de pasageri.
În anul 2009 Wizz Air a transportat 7,8 milioane de pasageri, în creștere cu 33% față de 2008. Flota companiei era compusă în august 2010 din 34 de aeronave Airbus A320, ce operează dela 12 baze din Polonia, Ungaria, Bulgaria, România, Ucraina și Cehia.
Wizz Air Holdings Plc, cu sediul în Insula Jersey, a fost listată pe London Stock Exchange în 2015 și este un constituent FTSE 250.

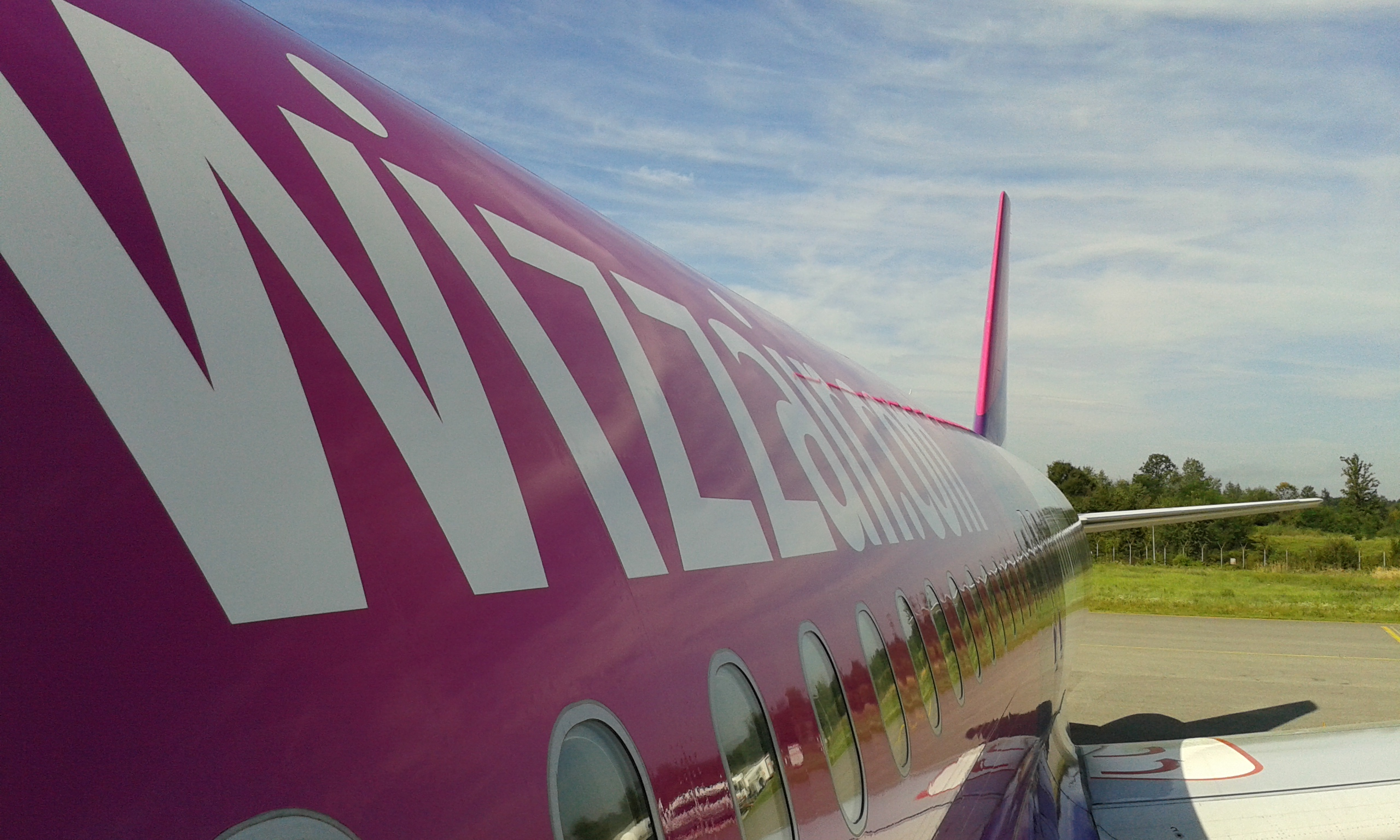

În 2016-2017 compania a lansat 113 noi rute.
Pentru anul calendaristic 2018, se estimează că, Wizz Air va transporta peste 36 milioane pasageri, o creștere de 19,6% față de 2017.

## Wizz Air în România

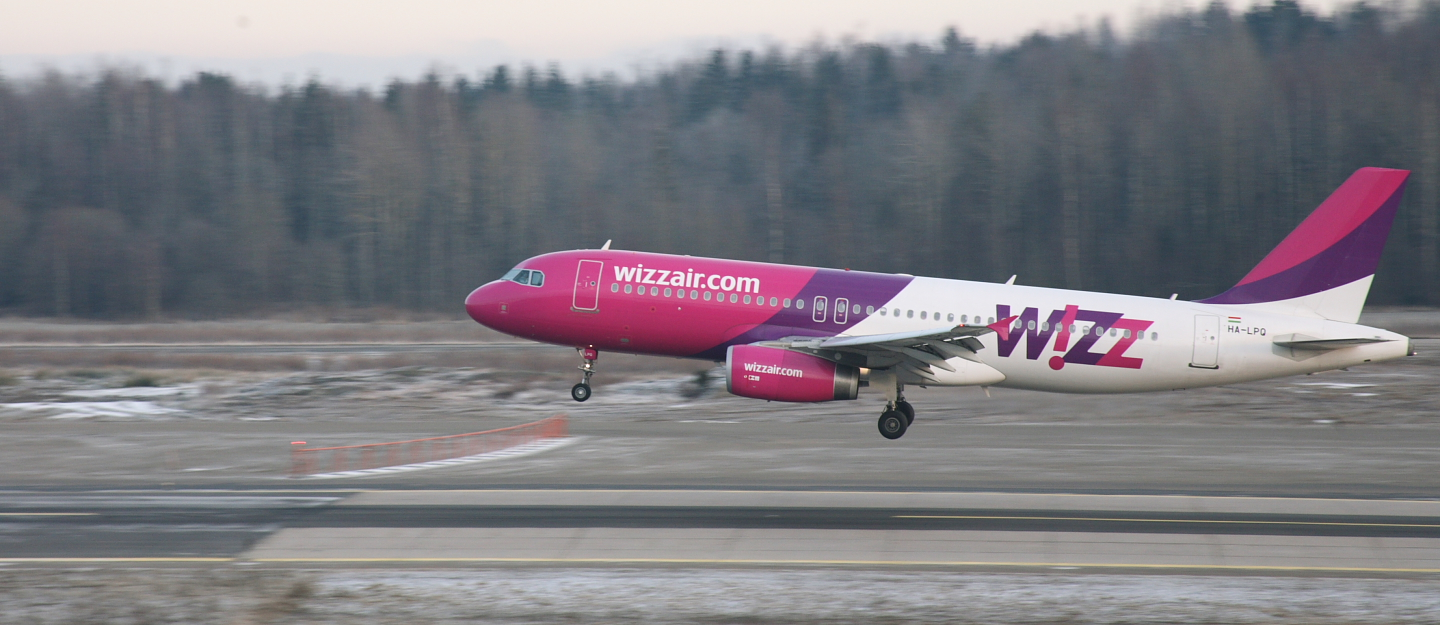
Wizz Air landing at Sandefjord

Compania a intrat pe piața din România în iulie 2006 și a stabilit prima bază operațională în București, în iunie 2007,  pe Aeroportul Internațional Aurel Vlaicu, și a doua la Cluj, în mai 2008. Cea de-a treia bază a fost deschisă la Timișoara, în februarie 2009. Principalul concurent al Wizz Air pe piața din România este compania Blue Air, care estimează 1,7 milioane pasageri pentru anul 2009. În ianuarie 2010, Wizz Air opereaza 31 de rute din și către România, ajungând la 230 de zboruri săptămânale în septembrie 2009. Pe 1 martie 2011, Wizz Air deschide a patra bază la Tg.Mureș. Pe 23 iulie 2014, Wizz Air a deschis la Craiova a cincea bază de operare din România. A șasea bază operațională a fost deschisă la Iași, pe 1 iulie 2016. 
În anul 2007 compania a transportat în și dinspre România 415.000 pasageri. În anul 2009, numărul de pasageri a fost de 1,6 milioane, în creștere cu 87% față de anul 2008. Pe anul 2010, numărul de pasageri în relația cu România a crescut la 2,1 milioane pasageri. În anul 2012, compania a avut 2,8 milioane de pasageri, iar in 2014, numărul acestora a ajuns la 3,9 milioane, depășind Tarom, care a avut 2,3 milioane pasageri.
Wizz Air a transportat 5,4 millioane pasageri din/spre România în 2016  și 6,8 milioane pe anul 2017 iar pe 2018 compania va pune spre vânzare 8,8 milioane bilete. Wizz Air a deservit 3,1 milioane clienți de pe Aeroportul Internațional Henri Coandă în 2017.
Compania a crescut dela o cota de piață a transporturilor aeriene low-cost din România de 4,9 % în anul 2007 la 31,4% în 2016 și 54,76% în 2017.
Wizz Air folosește o flotă de 21 aeronave (30 martie 2017) pe rutele din/spre România, la egalitate cu Polonia (21 aeronave).

## Wizz Air  în Moldova
Compania a intrat pe piața din Republica Moldova în 2014 operând zboruri de pe Aeroportul Internațional Chișinău. În 2018 asigură zboruri către 8 aeroporturi din Germania, Grecia, Italia, Marea Britanie și Spania. Pentru 2019 compania va pune la vânzare 700.000 bilete către 13 aeroporturi din Belgia, Franta, Germania, Grecia, Italia, Marea Britanie, Spania și Suedia, astfel Aeroportul Internațional Chișinău va fi bază permanentă pentru două aeronave A320.

## Flota
În Iunie 2018, flota Wizz Air constă în aeronave cu vârsta medie de 4,8 ani.

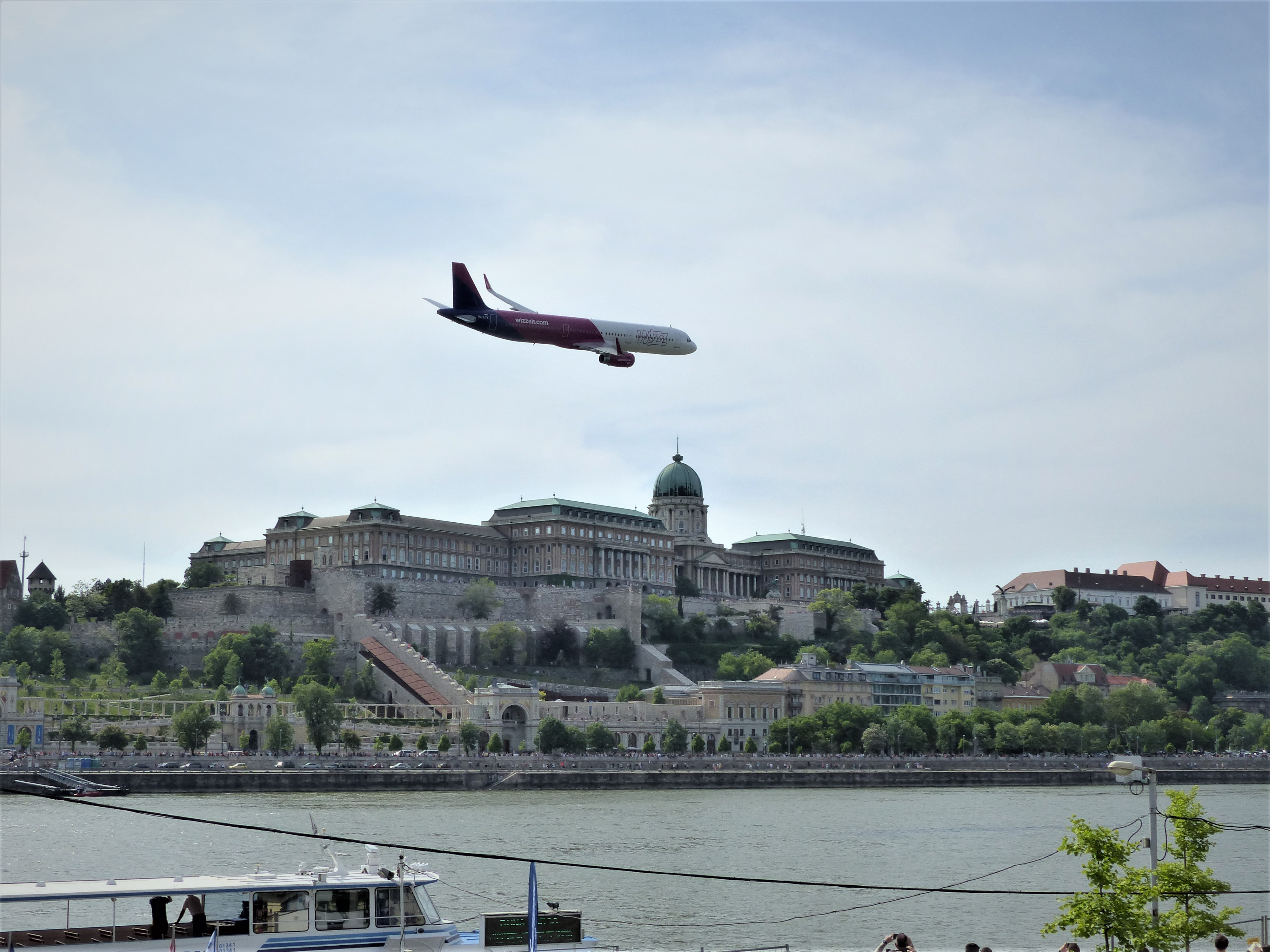

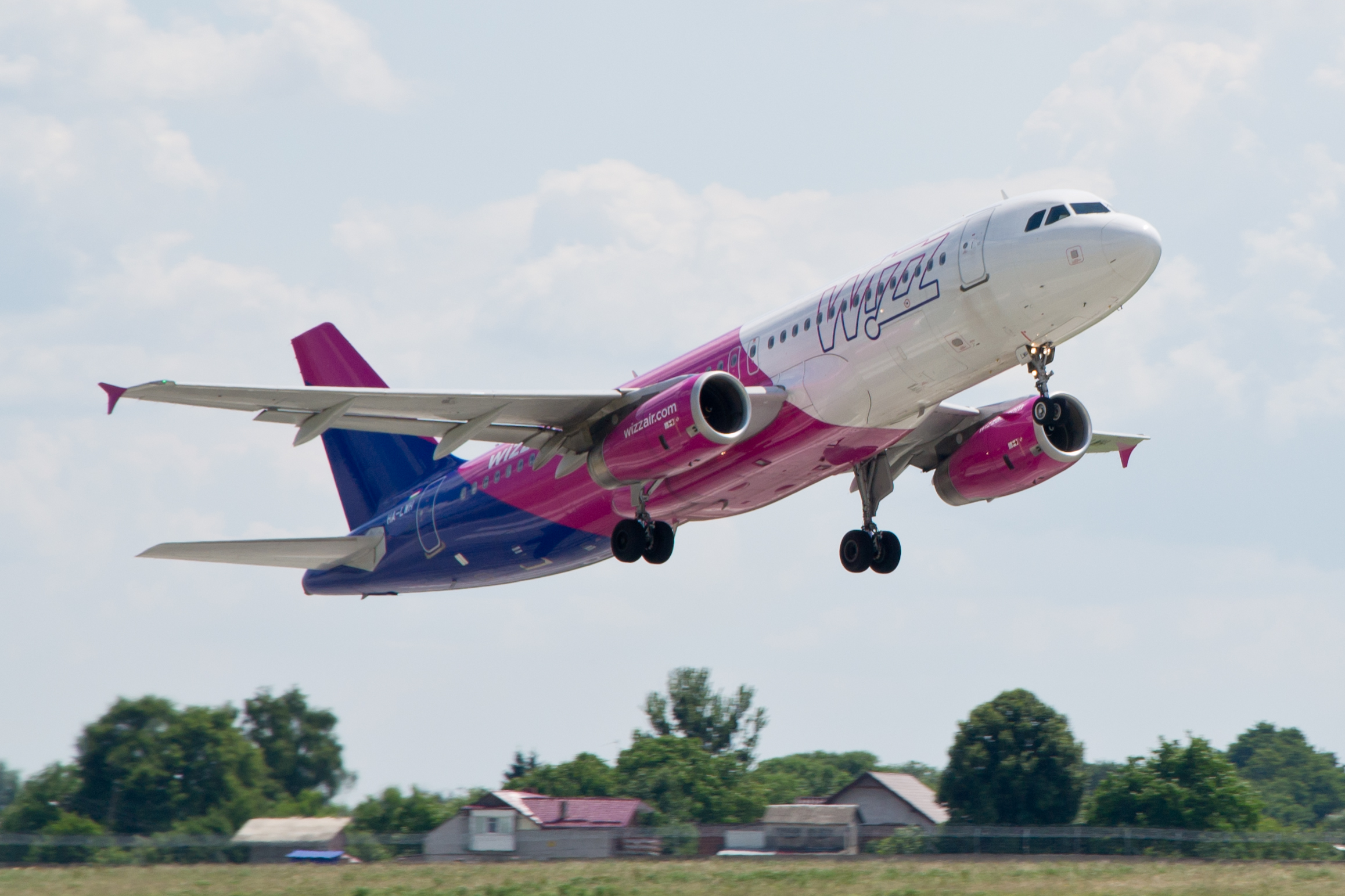

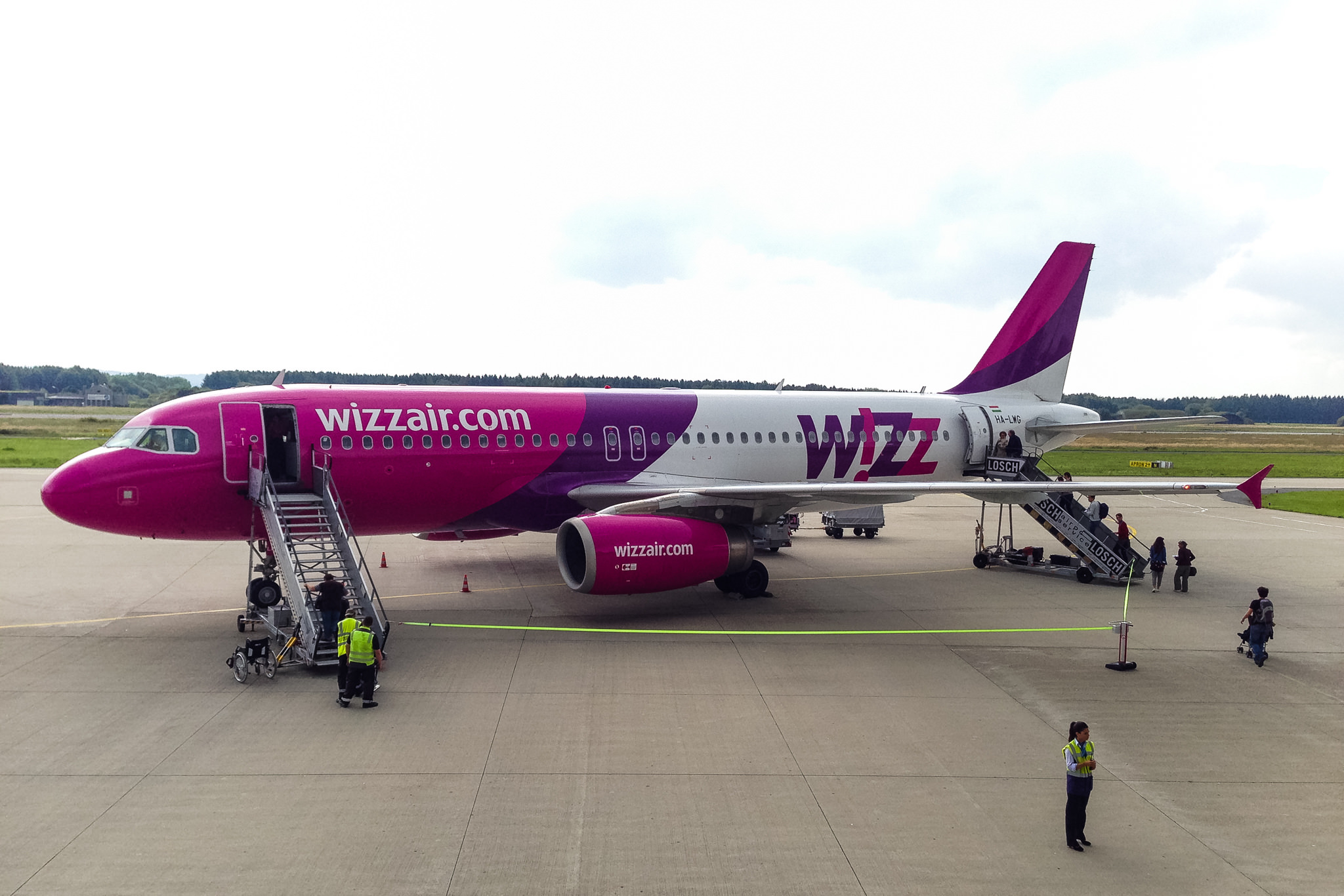

| Avioane         | În serviciu | Comenzi | pasageri |
| --------------- | ----------- | ------- | -------- |
| Airbus A320-200 | 72          | 1       | 180      |
| Airbus A320neo  | 0           | 72      | 186      |
| Airbus A321-200 | 31          | 10      | 230      |
| Airbus A321 neo | 2           | 182     | 239      |
| Total           | 100         | 267     |          |

## Destinații

Destinațiile Wizz Air

## Servicii
Wizz Air deservește din România următoarele linii:
De la Aeroportul Internațional Brașov-Ghimbav:
- Regatul Unit al Marii Britanii și al Irlandei de Nord
  - Londra-Luton

- Germania
  - Dortmund (începând din 2 septembrie 2023)[24]
- Ungaria
  - Budapesta (începând cu 18 iunie 2024)

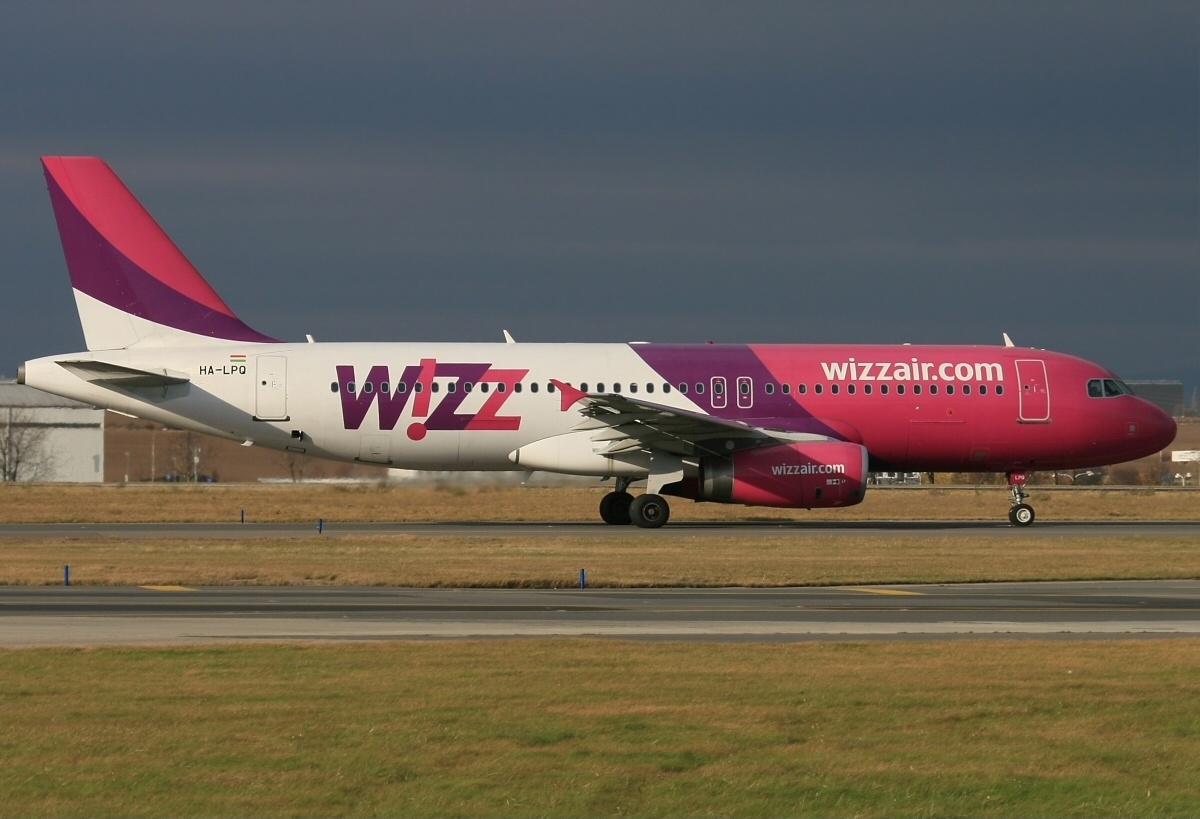

###### De laAeroportul Internațional „Henri Coandă” București:
- Belgia
  - Bruxelles
- Cipru
  - Larnaca
- Elveția
  - Geneva
- Emiratele Arabe Unite
  - Dubai
- Germania
  - Dortmund
  - Hamburg
  - Köln
  - Leipzig
  - Nürnberg
  - Memmingen (din 2 aprilie 2019)[25]
- Franța
  - Paris
- Italia
  - Bari
  - Bergamo
  - Catania
  - Bologna
  - Roma
  - Pisa
  - Perugia
  - Pescara
  - MilanoTreviso
  - Verona
- Israel
  - Tel Aviv
- Malta
  - Malta
- Norvegia
  - Oslo
- Olanda
  - Eindhoven
- Regatul Unit al Marii Britanii și al Irlandei de Nord

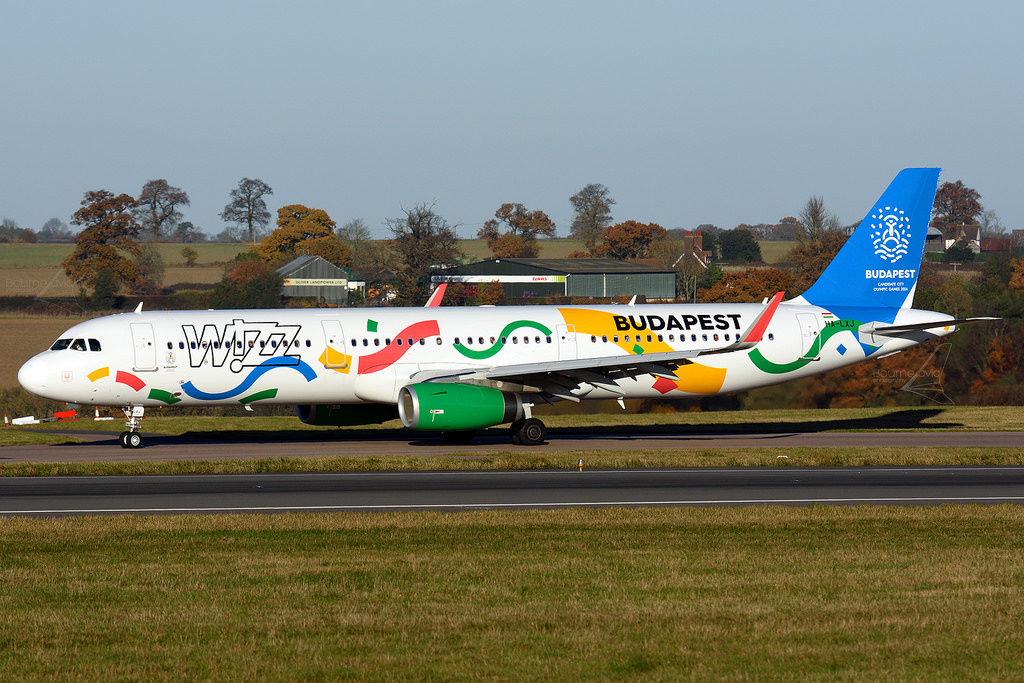

  - Londra-Luton
  - Doncaster
- Spania
  - Alicante
  - Castellon (din 31 martie 2019)[26]
  - Madrid
  - Malaga
  - Barcelona
  - Valencia
  - Zaragoza
  - Tenerife Sur TFS
- Suedia
  - Malmö
  - Stockholm

###### De laAeroportul Internațional Cluj:
- Austria
  - Viena
- Belgia
  - Bruxelles
- Danemarca
  - Billund
- Germania
  - Dortmund
  - Köln
  - Nürnberg
  - Memmingen, München
  - Frankfurt-Hahn
  - Berlin
- Franța
  - Paris
  - Lyon
- Italia
  - Bari
  - Bergamo
  - Bologna
  - Treviso
  - Roma Ciampino
- Olanda
  - Eindhoven
  - Bari
- Belgia
  - Bruxelles
- Israel
  - Tel Aviv
- Regatul Unit al Marii Britanii și al Irlandei de Nord
  - Londra-Luton
  - Londra-Gatwick (din 31 martie 2019)[27]
  - Liverpool
  - Birmingham
  - Doncaster/Sheffield
- Spania
  - Barcelona
  - Madrid
  - Palma de Mallorca (sezonier)
  - Valencia
  - Zaragoza
  - Alicante
- Suedia
  - Malmö

###### De laAeroportul Internațional Mihail Kogălniceanu Constanța
- Regatul Unit al Marii Britanii și al Irlandei de Nord
  - Londra-Luton

###### De laAeroportul Internațional Craiova:
- Belgia
  - Bruxelles Charleroi
- Franța
  - Paris
- Germania
  - Dortmund
- Italia
  - Bergamo/ Milano
  - Bologna
  - Roma
- Regatul Unit al Marii Britanii și al Irlandei de Nord
  - Londra-Luton
  - Birmingham

- Spania
  - Barcelona
  - Madrid

###### De laAeroportul Internațional Iași:
- Belgia

·        Bruxelles (din 08.07.2018)
- Danemarca

·          Billund (din 09.07.2018)
- Franța

·          Paris-Beauvais (din 07.07.2018)
- Germania

·        Berlin
·        Dortmund (din 07.07.2018)
- Italia
  - Bari (din 01.08.2020)
  - Bergamo
  - Bologna
  - Catania
  - Milano
  - Roma
  - Torino (din 01.08.2020)
  - Veneția-Treviso
  - Verona (din 01.08.2020)
- Olanda

·        Eindhoven (din 08.07.2018)
- Regatul Unit al Marii Britanii și al Irlandei de Nord
  - Londra-Luton
  - Londra-Southend (din 02.08.2020)

- Spania

·        Barcelona (din 01.08.2020)
- Suedia

·        Malmo (din 07.07.2018)
- Cipru

·        Larnaca (sezonier)
- Grecia

·        Salonic (din 07.07.2018)
- Israel

·      Tel Aviv-Ben Gurion

###### De laAeroportul Internațional Târgu Mureș:
- Germania
  - Dortmund
  - Köln
  - Memmingen
- Regatul Unit al Marii Britanii și al Irlandei de Nord
  - Londra-Luton
- Ungaria
  - Budapesta

###### De laAeroportul Internațional Timișoara:
- Belgia
  - Bruxelles
- Germania
  - Dortmund
  - Frankfurt-Hahn
  - Memmingen
  - Karlsruhe/Baden-Baden
- Franța
  - Paris
- Italia
  - Bari
  - Bologna
  - Roma
  - Milano
  - Veneția
- Regatul Unit al Marii Britanii și al Irlandei de Nord
  - Londra-Luton
- Spania
  - Barcelona
  - Madrid
  - Valencia
- Danemarca
  - Billund (de la 1 septembrie 2019)[28]

###### De laAeroportul Internațional Sibiu:
- Germania
  - Dortmund
  - Karlsruhe/Baden-Baden
  - Memmingen
  - Nürnberg
- Regatul Unit al Marii Britanii și al Irlandei de Nord
  - Londra-Luton

###### De laAeroportul Internațional „Ștefan cel Mare” Suceava
- Londra-Luton
- Bergamo
- Memmingen
- Dortmund
- Roma-Ciampino
- Roma-Fiumicino
- Veneția
- Treviso
- Bologna
- Bruxelles Charleroi
- Larnaca (Cipru)
- Paris Beauvais
- Eindhoven (Olanda)

Wizz Air în scurta sa istorie a închis o serie de rute printre care: Katowice – Gdańsk, Varșovia – Barcelona, Katowice – Budapesta, Katowice – München, Katowice – Berlin, Katowice – Malmö, Katowice - Amsterdam, Kaunas – Malmö (închisă înainte de a fi operațională). 
În primăvara lui 2006 a redus zborurile săptamânale pe câteva rute cum ar fi: Varșovia – Paris/Beauvais, Varșovia – Stockholm/Skavsta, Varșovia – Kaunas, Katowice – Dortmund, Budapesta - Paris/Beauvais, Budapesta – Amsterdam, Budapesta - Varșovia, Budapesta - Stockholm/Skavsta, Budapesta – Bruxelles/Charleroi, Varșovia - Bruxelles/Charleroi, Budapesta – Frankfurt/Hahn, Chișinău-Rome FCO, Chișinău-Venice Treviso.

## Incidente și accidente
- Pe 1 mai 2019, zborul W6 3081. Un Airbus A321 care a decolat de pe Aeroportul Internațional Henri Coandă cu destinația Bruxelles a întâmpinat un stol de păsări care au comis diferite probleme tehnice la nivelul motoarelor. Evenimentul nu s-a soldat cu niciun rănit, iar pasagerii au ajuns pe Aeroportul Bruxelles South Charleroi mai târziu. Aeronava implicată în incident s-a întors pe Otopeni, iar pasagerii au ajuns la destinație prin intermediul unui alt zbor.[29]
- Pe 8 iunie 2013, zborul Wizz Air W6 3141 (Airbus A320-232, număr de înregistrare HA-LWM) de la București la Roma (Ciampino) a efectuat o aterizare de urgență pe Aeroportul Fiumicino. La bord erau 165 de pasageri și 6 membri ai echipajului.[30] [31]
- Pe 1 decembrie 2011 avionul Wizz Air cu destinația Bergamo se întoarce pe aeroportul Băneasa datorită desprinderii unor bucăți din capota motorului. [32].
- Pe 29 ianuarie 2010 o aeronavă Wizzair, care trebuia să decoleze de pe Aeroportul Băneasa către Dortmund, a fost oprită în timpul decolării, întrucât în timpul rulajului a fost sesizată o defecțiune tehnică.[33].
- Pe 13 aprilie 2009 un avion al companiei Wizz Air, cu 147 de pasageri la bord, a fost nevoit să aterizeze de urgență, la 20 de minute după decolare, pe aeroportul internațional Traian Vuia. Piloții au luat această decizie pentru că trenul de aterizare al aeronavei a rămas blocat în poziția deschis.[34].
- Pe 29 noiembrie 2008 cursa Wizz Air cu destinația Valencia (Spania) a decolat de pe Băneasa la 18,40 și a aterizat de urgență pe aeroportul Henri Coandă, după numai 12 minute de zbor. Potrivit primelor informații, a fost vorba despre probleme tehnice care au fost reclamate de echipaj după decolare. [35]